# Virenque
De Virenque  is een zijrivier van de Vis in het zuiden van Frankrijk, in de regio Occitanie, de departementen Aveyron, Gard en Hérault. Een groot deel van zijn loop stroomt de rivier door een diepe kloof, de Gorges de la Virenque.

## Geografie
De Virenque ontspringt bij de Rocher de Saint-Guiral in de Montagne de Lingas, ten zuidwesten van de Mont Aigoual. Hij krijgt zijn water voornamelijk van de Cevennen.
Bij de overgang van het kristallijne massief van de Lingas naar het kalksteen van de causses verdwijnt het water grotendeels onder de grond, alhoewel in het verre verleden wel een indrukwekkende kloof werd uitgegraven, de Gorges de la Virenque. Het water van de Virenque vindt ondergronds aansluiting bij de Vis en verschijnt enkele kilometers stroomafwaarts Vissec in de Résurgence de la Vis terug aan de oppervlakte.

## Gorges de la Virenque
De Gorges de la Virenque is een V-vormige kloof van een tiental kilometer lang, met een maximaal hoogteverschil van 200 m. De kloof scheidt de Causse du Larzac en de Causse de Campestre. De bedding is over de hele lengte meestentijds droog, het water van de Virenque stroomt ondergronds. De Gorges de la Virenque komt samen met de Gorges de la Vis nabij Camp d'Altou, 1 km stroomopwaarts van Vissec.
De Gorges is, behalve het laatste deel van Camp d'Altou tot Vissec, enkel te voet bereikbaar. Een wandelpad verbindt via de kloof Camp d'Altou met Régagnas op de linkeroever, en Sorbs op de rechteroever.

## Natuur
De Gorges da la Virenque maakt deel uit van het Natura 2000-natuurgebied Gorges de la Vis et de la Virenque, met een oppervlakte van 5590 ha, dat wegens zijn grote natuurlijke waarde in 1998 is voorgesteld als Habitatrichtlijngebied.

## Familienaam
De Virenque is tevens de oorsprong en de wieg van de familienaam Virenque, met als bekendste telg de wielrenner Richard Virenque